# Азуэйра
Азуэйра (порт. Azueira) — район (фрегезия) в Португалии, входит в округ Лиссабон. Является составной частью муниципалитета Мафра. Находится в составе крупной городской агломерации Большой Лиссабон. По старому административному делению входил в провинцию Эштремадура. Входит в экономико-статистический субрегион Большой Лиссабон, который входит в Лиссабонский регион. Население составляет 3164 человека на 2011 год. Занимает площадь 15,06 км².
Святым покровителем района считается Апостол Пётр (порт. São Pedro).